# آلان بهية
آلان بهية (بالبرتغالية: Alan Bahia‏) (14 يناير 1983 في إيتابونا في البرازيل – )؛ هو لاعب كرة قدم سابق كان يلعب كلاعب وسط.

## وصلات خارجية
- آلان بهية على موقع رابطة كرة القدم اليابانية للمحترفين (اليابانية)
- آلان بهية على موقع قاعدة بيانات كرة القدم.إي يو (الإنجليزية)
- آلان بهية على موقع Soccerway.com (الإنجليزية)
- آلان بهية على موقع عالم كرة القدم.نت (الإنجليزية)